# Ханли, Лиэнн
Лиэнн Ханли (англ. Leann Hunley; род. 25 февраля 1955, Форкс, Вашингтон) — американская телевизионная актриса.

## Жизнь и карьера
Лиэнн Ханли родилась и выросла в Форксе, штат Вашингтон и закончила Вашингтонский университет, став одним из четырёх самых молодых его студентов. В 1977 году она участвовала в конкурсе Мисс Гавайи, после чего начала свою карьеру на телевидении.
Ханли наиболее известна благодаря своей роли в дневной мыльной опере «Дни нашей жизни», в которой она снималась с 1982 по 1986 год и выиграла Дневную премию «Эмми» в 1986 году. После выигрыша «Эмми» она покинула дневную мыльную оперу чтобы сыграть роль Даны Уорринг Кэррингтон в прайм-тайм сериале «Династия». Она снималась в шоу до 1988 года и продолжала играть роли на телевидении, в таких шоу как «Супруги Харт», «Отель», «Кто здесь босс?», «Создавая женщину», «Мэтлок», «Закон Лос-Анджелеса», «Агентство моделей», «Она написала убийство», «Седьмое небо», «Бухта Доусона», «Закон и порядок: Специальный корпус» и десятках других.
Спустя два десятилетия, Ханли, вернулась в «Дни нашей жизни» со своей ролью и вновь играла её в 2007—2010 годах.